# Elliott River, Alberta
Elliott River är ett vattendrag i Kanada.   Det ligger i provinsen Alberta, i den centrala delen av landet, 2 900 km väster om huvudstaden Ottawa.
I omgivningarna runt Elliott River växer i huvudsak barrskog. Trakten runt Elliott River är nära nog obefolkad, med mindre än två invånare per kvadratkilometer.